# Luiza Zavloschi
Luiza Zavloschi, född 1883, död 1967, var en rumänsk politiker. 
Hon var borgmästare i Buda 1930.
Hon var den första kvinnan på posten i sitt land. 